# Scione bilineata
Scione bilineata är en tvåvingeart som beskrevs av Philip 1967. Scione bilineata ingår i släktet Scione och familjen bromsar.
Artens utbredningsområde är Ecuador. Inga underarter finns listade i Catalogue of Life.